# Kim Seol-hyun
Dans ce nom coréen, le nom de famille, Kim, précède le nom personnel.
Kim Seol-hyun (coréen: 김설현; née le 3 janvier 1995 à Bucheon en Corée du Sud), connue sous le nom de Seolhyun (coréen: 설현), est une chanteuse et actrice sud-coréenne. Elle est la danseuse principale du girl group sud-coréen AOA formé par FNC Entertainment.

## Biographie
Kim Seol-hyun est née le 3 janvier 1995 à Bucheon, dans la province de Gyeonggi en Corée du Sud. Elle a été à Arts High School et elle va actuellement à Kyung Hee University spécialisée dans le département film. Elle joue du piano depuis son enfance, elle voulait être chanteuse lorsqu'elle était dans un club de son école où elle apprenait à danser.

## Carrière

### Pré-débuts
En 2010, Seolhyun a remporté le 8e concours du Smart Uniform Model Contest (스마트 모델 선발 대회), un concours dans lequel des étudiants ordinaires portent des uniformes. Lors de l'événement, plusieurs agences de talent ont été représentées. Elle a rencontré le manager actuel de FNC Entertainment. En janvier 2012, Seolhyun est apparue dans le clip vidéo d'F.T. Island "Severely", issu de l'EP Grown-Up.

### 2012-2014: Débuts avec AOA
Le 30 juillet 2012, Seolhyun fait ses débuts comme membre de AOA au M! Countdown de Mnet avec leur premier single, "Angel's Story", dont le titre-phare Elvis.
Le 5 février 2013, Seolhyun et l'actrice Lee Se-young ont été choisies comme nouveaux modèles de la marque Clean & Clear. Le 23 avril, elle est au casting du drama Ugly Alert. Elle a joué la plus jeune fille de la famille, Gong Na-ri, une fille lumineuse qui rêve de devenir actrice. Seolhyun a déclaré : « Je suis nerveuse à l'idée de faire un nouveau projet, et je suis aussi accablé, mais je veux travailler dur à nouveau en y pensant comme une autre expérience d'apprentissage. »
En 2014, Seolhyun a été modèle pour la marque de jeans Buckaroo et la marque de tenues sportives Mizuno Snow Gear. Elle a ensuite joué dans le film Gangnam Blues en 2015, marquant ses débuts sur grand écran. Elle a obtenu le rôle sur les 500 autres personnes qui ont auditionné. Elle a ensuite participé à l'émission Brave Family, diffusé sur KBS.

### Depuis 2015: Activités solos et une popularité croissante
Le 10 février 2015, il a été annoncé que Seolhyun jouerait le rôle principal féminin dans le drama Orange Marmalade, diffusé sur KBS2. Le drama a été diffusé pour la première fois le 15 mai 2015. Elle y joue le rôle de Baek Ma-ri, une vampire adolescente, pour lequel elle a gagné le prix d'actrice la plus populaire au KBS Drama Awards 2015. Le 9 avril, celle-ci est devenu la nouvelle modèle pour le centre commercial de mode Enter 6. Le 30 avril, il a été révélé que Seolhyun ainsi que d'autres acteurs participeront dans une nouvelle campagne publicitaire pour SK Telecom, un drama nommé Let's Be Strange. Seolhyun a parallèlement figuré dans le premier clip vidéo d'N.Flying, "Awesome", qui est sorti le 20 mai.
En août, Seolhyun a rejoint le casting du thriller A Murderer's Guide to Memorization, en jouant le rôle de la fille d'un meurtrier. En novembre, cette dernière et Lee Min-ho ont été sélectionnés comme ambassadeurs promotionnels pour « Visit Korea Year ».
En janvier 2016, Seolhyun est devenue le nouveau modèle pour les accessoires Hazzys, le site commercial Gmarket, et la marque de mode chinoise Mind Bridge. Plus tard dans l'année, elle est également devenue le visage pour la marque de lentilles de contact Acuvue, la marque de vêtements de sport Kolping, la marque de vêtements SPAO et notamment Sprite. En outre, elle a été choisie en tant qu'ambassadrice officielle aux élections nationales de Corée 2016. En mars, Seolhyun était une invitée régulière dans l'émission Law of the Jungle à Tonga.
En mai 2017, Seolhyun a été choisie pour jouer dans le film historique Ansi Fortress comme la sœur de Jo In-sung, réalisé par Kim Kwang-sik. Elle est également la vedette du thriller Memoir of a Murderer, où elle joue le rôle de la fille d'un meurtrier.

## Vie privée
En août 2016, un média a révélé que Seolhyun était en couple avec Zico (Block B) depuis cinq mois. Le mois suivant, les agences des deux artistes ont révélé que le couple avait rompu.

## Filmographie

### Films
| Année | Titre                | Rôle         | Notes           |
| ----- | -------------------- | ------------ | --------------- |
| 2015  | Gangnam 1970         | Kim Seon-hye | Rôle principal  |
| 2017  | La Mémoire assassine | Kim Eun-hee  | Rôle secondaire |
| 2018  | The Great Battle     | Baek-ha      | Rôle secondaire |

### Dramas
| Année | Titre                 | Rôle        | Chaîne                     | Notes           |
| ----- | --------------------- | ----------- | -------------------------- | --------------- |
| 2012  | My Daughter Seo-young | Seo Eun-soo | KBS2                       | Rôle secondaire |
| 2013  | Ugly Alert            | Gong Na-ri  | SBS                        | Rôle principal  |
| 2015  | Orange Marmalade      | Baek Ma-ri  | KBS2                       | Rôle principal  |
| 2016  | Click Your Heart      | Elle-même   | MBC Every 1, Naver TV Cast | Rôle de soutien |

### Documentaire
| Année | Titre              | Rôle      | Chaîne | Note   |
| ----- | ------------------ | --------- | ------ | ------ |
| 2013  | Cheongdam-dong 111 | Elle-même | tvN    | [ 14 ] |

### Shows TV
| Année     | Titre            | Rôle             | Chaîne | Notes                                   |
| --------- | ---------------- | ---------------- | ------ | --------------------------------------- |
| 2014      | 2 Days & 1 Night | Invitée spéciale | KBS2   | Saison 3 Épisode 28 (avec Jimin & Choa) |
| 2014-2015 | Running Man      | Invitée          | SBS    | Ép. 210 et 255                          |
| 2015      | Brave Family     | Rôle régulier    | KBS    | [ 15 ]                                  |

### Apparition dans des clips
| Année | Clip vidéo | Artiste(s)  | Rôle           |
| ----- | ---------- | ----------- | -------------- |
| 2012  | "Severely" | F.T. Island | Rôle principal |
| 2015  | "Awesome"  | N.Flying    | Rôle principal |